# San Juan del Río
San Juan del Río é uma cidade do estado Querétaro no México. É a segunda cidade em importância econômica e política do estado. San Juan del Río foi denominada desta maneira pela razão de que seus fundadores chegaram ao lugar no dia 24 de junho de 1531 “dia de San Juan Bautista” e e no lugar onde eles estavam havia algumas fontes, assim portanto, deveria ser ali fundado o povoado e chamado San Juan del Rio, pelo grande rio que corria por perto.

## História
Em o que agora ocupa a superfície municipal de San Juan del Río, nas margens do rio do mesmo nome, foi encontrado vestígios da antigua cultura Otomí com ascendência de Chupícuaro, legados que indicam que a zona foi habitada cerca de 400 a.c.
Os antigos habitantes eram coletores sedentários; portadores de uma cultura e forma de vida complexa. Se considera como uma das organizações sociais mais antigas do planalto mexicano chamado de Bajío. A cultura Otomí trouxe avanços significativos, sobre tudo no cultivo milho, feijão, abóbora e maguey.
Os povos Otomís, depois de ter grandes avanços na agricultura, se agruparam na região em torno da serra Techimacit (hoje Bairro da cruz); no desfiladeiro que forma o leito do rio; construíram suas casas formando o povoado que chamaram Ixtacchichicmecapan, que significa Terra de Chichimecas brancos, e cujo cacique era Mexici que posteriormente recebeu o nome cristão de Juan. 
Dez anos após de começou o trabalho de expansão econômica e religiosa, do Império Espanhol e segundo a “Relação de Querétaro”, San Juan del Río inicio seu povoamento por um índio Otomí proveniente de Jilotepec. Uma vez que o índio foi batizado recebeu o nome de Juan, e tomou como sobrenome “Mexici”, sinônimo de mexicano. 
A baixa historiografia que da conta sobre a conquista espiritual de San Juan del Río, não entrou como uma etapa violenta, pelo contrário, ao que parece não se recorreu à força da espada. A pesar de que sua fundação foi menos retumbante que outros centros do Bajío, por exemplo Acámbaro, Celaya ambas no estado de Guanajuato, e mesmo a cidade Santiago de Querétaro, e que a população em massa, não foi tão significativa como a de Querétaro, San Juan del Río desde o Vice-Reino da Nova Espanha, conseguiu manter o equilíbrio em seu desenvolvimento; e como consequência dos intensivos trabalhos agropecuários e de transformação, tem mantido um importante nível de participação do atual hoje estado de Querétaro de Arteaga. 
Se diz que San Juan del Río foi fundada como vila de índios em 24 de junho de 1531, marcando junto com Santiago de Querétaro, uma fronteira de salvaguarda durante o confronto entre os grupos chichimecas chamados de bárbaros e o expansionismo colonial; tempo mais adiante, ambas cidades foram o ponto intermediário entre as propriedades de mineração de Zacatecas e San Luis Potosí com a Cidade do México. 
Durante todo o tempo colonial e até meados do século XX, a jurisdicão de San Juan del Río foi composto de três partes ou freguesias: o "Povo de San Juan del Río", a de "Santa María da Asunção de Tequisquiapan", e o de "Santa Maria dos Montes de Amealco". 
Uma vez fundada a vila e dada por conquistada pacificamente, começaram o trabalho de organização e construção; foi erguida a primeira capela construída pelos religiosos franciscanos e realizou-se um traçado da rua principal "sobre uma área de 2.500 metros quadrados de solo bom e com suave declive”. A vila de San Juan del Rio, teve sua sede de congregação e da lei, fundado em uma ladeira que olha para norte e oeste, terminando em um vale gradualmente quebrado, que é cercada por todos os lados por montanhas e colinas.
Resolvido o primário urbano e a primeira igreja construída, começaram a organizar os poderes civil e religioso. No religioso, San Juan del Río estava sujeita à doutrina de Jilotepec; e no civil foi integrada com a prefeitura de Santiago de Queretaro, essa integração historicamente tem impresso o seu desenvolvimento. 
O trabalho construtivo durante o século XVI, se restringiu ao alcance da organização da vila e para resolver certos problemas imediatos. Um dos primeiros elementos urbanos de uso comunitário foi a construção de poente sobre o rio San Juan, que durante a época de chuvas praticamente deixava isolada a vila. Este assunto afetava tanto a vila sanjuanense como aos interesses do governo colonial, principalmente por ser lugar de trânsito e descanso dos constantes viajantess com carregamentos de prata, que vinham do norte rumo  Cidade do México. 
A ponte que aliviou o problema é atribuída ao Frei Sebastián de Aparicio e foi construída no ano de 1561 (hoje avenida Benito Juárez, frente ao cemitério municipal). Uma vez que o tráfego da ponte, além de ser pesado era constante, em 1621 teve que ser reconstruída. No início do século XVIII não por instâncias do governo colonial foi reconstruída novamente, tendo como resultado uma ponte muito mais solida e vistosa que anterior, construída sobre cinco arcos e esculpida em pedra até está data ainda se mantém em uso. Esta ponte foi concluída em 23 de janeiro de 1722 a decisão do Excelentíssimo Sr. Duque de Linares.
Fora este relevante elemento urbano, começaram a ganhar terreno as igrejas, templos e conventos com sua respetiva influência ideológica. A cidade velha de San Juan del Río é similar ao de Santiago de Querétaro, no qual foram incluídos dois tipos de rotas, o esquema irregular que supostamente era a zona antiga indígena onde o templo foi construído para os índios do calvário(chamado assim pela sinuosidade e inclinação do terreno onde se encontra localizado). A outro rota de ruas coincide com a prática espanhola desde então “a cordel”, cujo elemento urbano e de união era a igreja de San João Batista para espanhóis. A ambos edifícios cemitérios foram acrescentados, o antigo ainda mantém o nome original de Santa Veracruz.
Comla econômia sustentada e o volume populacional ascendente, San Juan del Río foi tomando forma urbana, permitindo continuar com as atividades de edificações de tipo religioso. Os nativos por volta do século XVII testemunharam essa intensa atividade. Um dos primeiros edifícios a ser fundado, foi o "Convento de la Preciosa Sangre de Nuestro Señor Jesus Cristo", mesmo que serviu para atender aos missionários Dominicos. 
Dez anos depois, em 1670 foi formalizada a primeira escola de letras para meninas, recebendo o nome de “Beaterio de Nossa Senhora das Dores”, fundada pelas Irmãs da Ordem Terceira de São Francisco, mesmo que no ano de 1683 foi reorganizada pelo Frei Antonio Margil de Jesus que tem uma lenda interessante. Em 1672, foi fundado o hospital Convento de San Juan de Dios, para a atenção dos enfermos que havia na cidade e os visitantes que paravam em seu caminho, hoje este edifício é ocupado dignamente pel Universidade Autónoma de Querétaro. 
A lenda do "Jesusito da Porteira" surge com a imagem que fica na parede da recepção do convento de San Juan de Dios, é a imagem de Cristo, pintada com carvão pelo Sr. Evaristo Olvera. Diz-se que em várias ocasiões, tentaram apagar a imagem feito que nunca teve sucesso, apesar de o material que foi usado obviamente ser pouco permanente.
Praticamente ao próximo século, em 1693 foi inciada a construção de uma nova Igreja Paroquial, mesma que fpi consagrada em 25 de julho de 1729 e dedicada ao santo patrono da cidade, São João Batista. As histórias da igreja datam de um memorial de 1689. Na atualidade tem como patrona a Nossa Senhora de Guadalupe, com uma imagem datada de 12 de outubro de 1767 de autoria anônima. A igreja é um exemplo clássico da arquitetura religiosa no século XVIII: construção fortes e sóbria, seu interior garda zelosamente obras de arte, incluindo uma bela imagem de Cristo crucificado, o trabalho e obra do artista sanjuanense Mariano Perrusquía. Além disso, o mesmo autor, fez uma imagem muito bonita da Imaculada Conceição.

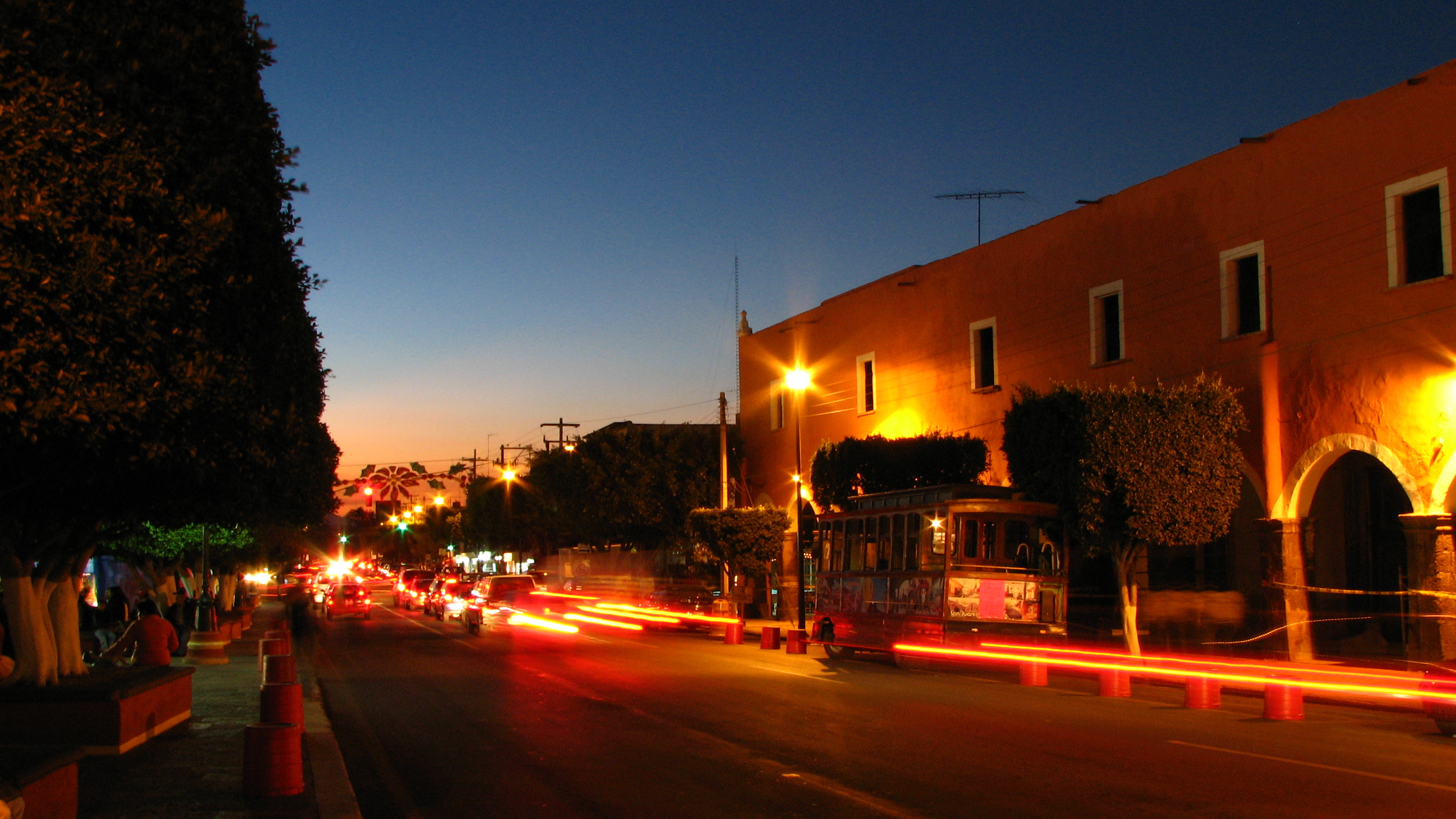
Avenida Juárez a noite

Por esse mesmo tempo, completou a construção da igreja e do convento de Santo Domingo; o mencionado convento se localiza na rua principal de San Juan del Río, pela entrada do caminho real (no que hoje é o cruzamento das avenidas Juárez e Zaragoza). Sua fachada é de pedra é adornada com três coroas: La Merced, San Francisco e Santo Domingo. O personagem que acompanhou a sua construção foi o de fornecer ajuda médica para incursões religiosas na Sierra Gorda de Querétaro. Ele agora abriga a sede da presidência municipal.
No civil e de governo, San Juan del Río estava administrada através de juiz ordinário da jurisdição (também chamado subdelegado), um tenente provincial da  aprovada Corte Real, e três tenentes particulares. Também de um gobernador, a república de índios estava organizada por prefeitos, três magistrados, três juízes de campo e de um escrivão real; adicionalmente havia vários oficiais e topiles (ministros de vara) e oito tabeliães, um para cada bairro da vila. 
O município de San Juan del Rio, desde a sua fundação manteve-se a entrada principal através da ponte, e que o traçado da cidade colonial foi feito o caminho interior, longe do leito do rio, provavelmente para evitar possíveis inundações na estação chuvosa. Esse mesmo padrão foi aprendido no decorrer do tempo, resultando que teve uma concentração de atividades nas ruas e no nordeste urbano.

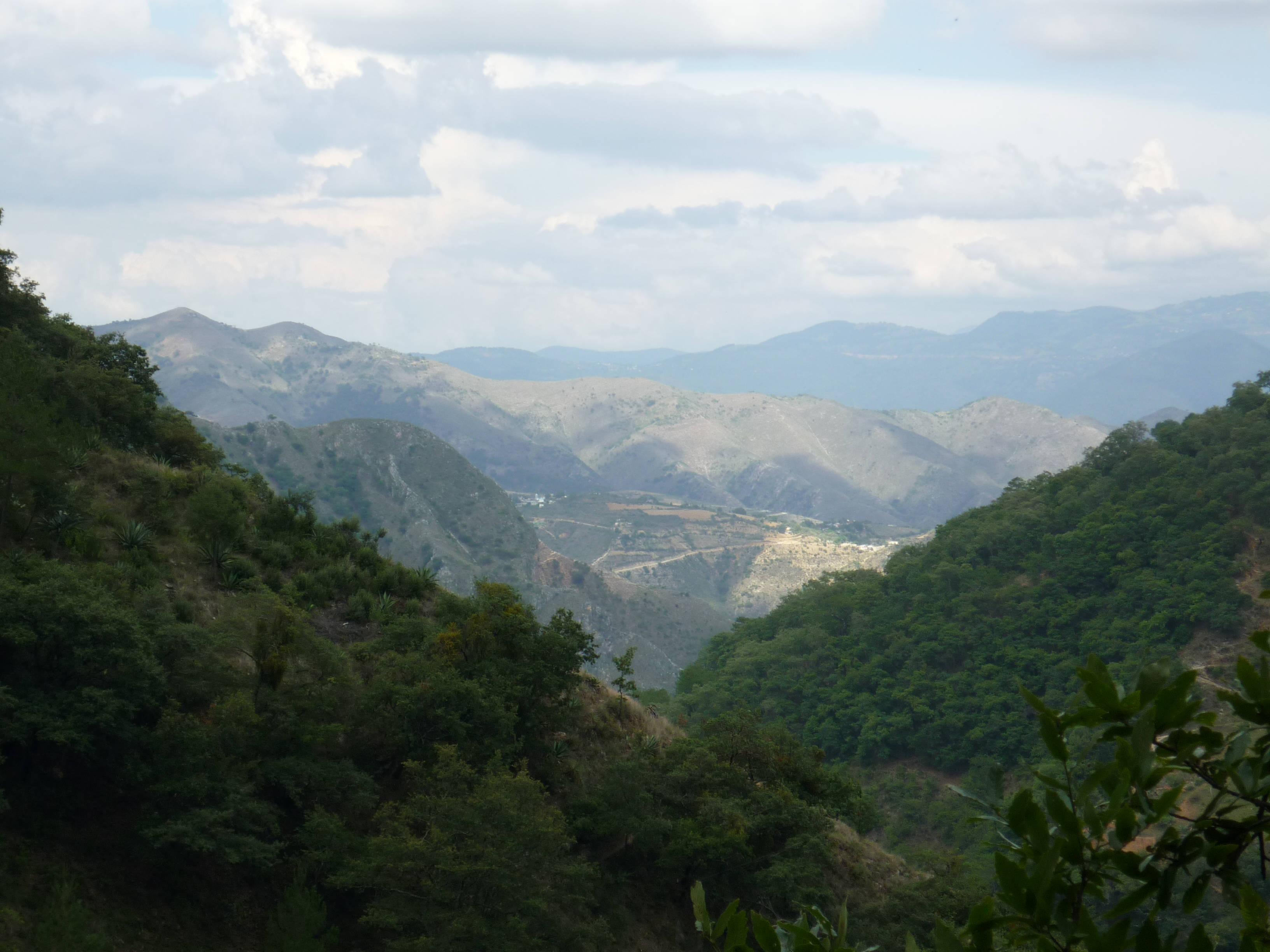
Imagem da Sierra Gorda em Querétaro.

Os oito bairros estavam comunicados entre si e davam forma a rota urbana de San Juan del Río; segundo o documento citado eram os seguintes: San Miguel, San Juan, San Marcos, del Calvario, de la Concepción, de la Santa Cruz, de San Isidro e del Espírito Santo, também conhecido como Ahidó (em otomí, bairro dos Tepetates). A distribução dos oito bairros do município não mudou além do tempo, o sanjuanenses tem celosamente guardado esse legado seja preservado até a data.
No dia 3 de abril de 1847, e no contexto da Guerra Mexicano-Americana, o governo do estado em seguida, deu a então  Vila de San Juan del Río o título de cidade. 
Para 1855, a indústria e o comércio tiveram um importante impulso. Entre os estabelecimentos e empresas mais relevantes da época se contavam: barbearias, carpintarias, fábricas de fogos de artifício, curtumes, fábricas, siderúrgicas, fábricas de farinha, fabricas de sabão, fábricas de algodão, padarias, joalherias, lojas de tintas, alfaiatarias, chapelarias, selaria, tecelagem, oficinas de xales e lãs, e calçados.
Em 1863, Don Benito Juárez, em sua ida San Luis Potosí, com seu exército pernoitaram em San Juan del Río e em 1867, Maximiliano de Habsburgo lançou nesta cidade uma de suas últimas proclamações, na qual ele exortou o povo a defender “a independência e a ordem interior do país”. Posteriormente, na Colina das Campanas da cidade de Querétaro era fuzilado junto aos generais Miguel Miramón e Tomás Mejía. 
Na última década do século XIX, San Juan del Río participou do desenvolvimento ferroviario para aumentar a ferrovia Nacional Mexicana, e anos mais tarde, para resolver na cidade “Casa Redonda”, um local de reparação de máquinas de vapor. 
Durante o período 1960-1970, San Juan del Río iniciou sua transformação urbana, econômica e social de forte impulso dado ao processo industrializador, comercial e de comunicações; fatores que tem colocado atualmente este município como o segundo em importância no Estado de Querétaro.

## Geografia
A cidade se encontra localizada em um vale sedimentário centro de uma rica zona agrícola com abundantes correntes subterrâneas de águas termais com média de 37.5 °C. 
Rodeiam o vale de San Juanlas serras de La Llave com uma altitude de 2.450 msn e de Xajay á 2.750 msn, também a de Escolásticas com 2.800 msn e Jingó de 2.500 msn.
O río San Juan, cujas fontes se localizam no Estado do México, é a principal corrente do município e do estado. O río, ao sair do município de Tequisquiapan, já com o nome de Moctezuma forma o limite natural entre os estados de Querétaro e Hidalgo, e desemboca já como Rio Pánuco no Golfo do México no porto da cidade de Tampico localizada no estado de Tamaulipas.

### Extensão
San Juan del Río ocupa uma área total de de 799.9 km² que representa 6.6% do total da entidade; ocupando o sexto lugar na extensão territorial. Sua altitude varia entre os 1.978 e 2.200 metros sobre o nível do mar. 

### Topografia
O município se encontra assentado em uma zona de planícies que se conhece com o nome de "Plan de San Juan"; dentro de suas características de relevo se considera 40% de área ocupada por zonas planas, 40% de sua topografia tem suaves morros e 20% restante é de superfície abrupta. 

### Hidrografia
As correntes superficiais mais importantes do município são os rios de San Juan, Culebra e Prieto; também tem a presença de pequenos riachos como El Caracol, Cocheros, Ciprés, La Culebra, Hondo, Dosocuá, Hierbabuena e Viborillas, entre outros. 

### Clima
O clima é sub-úmido com muita chuva no verão, tendo uma temperatura média de 25°C e uma precipitação pluvial anual média superir à 600 milímetros. 
| Dados climatológicos para San Juan del Río        | Dados climatológicos para San Juan del Río | Dados climatológicos para San Juan del Río | Dados climatológicos para San Juan del Río | Dados climatológicos para San Juan del Río | Dados climatológicos para San Juan del Río | Dados climatológicos para San Juan del Río | Dados climatológicos para San Juan del Río | Dados climatológicos para San Juan del Río | Dados climatológicos para San Juan del Río | Dados climatológicos para San Juan del Río | Dados climatológicos para San Juan del Río | Dados climatológicos para San Juan del Río | Dados climatológicos para San Juan del Río |
| Mês                                               | Jan                                        | Fev                                        | Mar                                        | Abr                                        | Mai                                        | Jun                                        | Jul                                        | Ago                                        | Set                                        | Out                                        | Nov                                        | Dez                                        | Ano                                        |
| ------------------------------------------------- | ------------------------------------------ | ------------------------------------------ | ------------------------------------------ | ------------------------------------------ | ------------------------------------------ | ------------------------------------------ | ------------------------------------------ | ------------------------------------------ | ------------------------------------------ | ------------------------------------------ | ------------------------------------------ | ------------------------------------------ | ------------------------------------------ |
| Temperatura máxima recorde (°C)                   | 29                                         | 32                                         | 35                                         | 37                                         | 39                                         | 36                                         | 33                                         | 33                                         | 33                                         | 32                                         | 31                                         | 31                                         | 37                                         |
| Temperatura máxima média (°C)                     | 23                                         | 24                                         | 27                                         | 29                                         | 29                                         | 27                                         | 25                                         | 25                                         | 24                                         | 24                                         | 24                                         | 23                                         | 25                                         |
| Temperatura mínima média (°C)                     | 2                                          | 2                                          | 4                                          | 7                                          | 9                                          | 10                                         | 8                                          | 7                                          | 8                                          | 6                                          | 5                                          | 3                                          | 9                                          |
| Temperatura mínima recorde (°C)                   | −4                                         | −5                                         | −1                                         | 1                                          | 5                                          | 5                                          | 4                                          | 5                                          | 1                                          | 0                                          | −1                                         | −6                                         | 2                                          |
| Precipitação (mm)                                 | 56                                         | 88                                         | 65                                         | 78                                         | 132                                        | 274                                        | 232                                        | 191                                        | 226                                        | 166                                        | 46                                         | 40                                         | 656                                        |
| Fonte: Servicio Meteorológico Nacional 08/04/2010 |                                            |                                            |                                            |                                            |                                            |                                            |                                            |                                            |                                            |                                            |                                            |                                            |                                            |

## Ecosistemas

### Flora
Uma imensa variedade de espécies vegetais crescem no território do município, tais como: da algaroba, pastagens e matagal. 

### Fauna
Ainda pode ver algumas aves como o pombo, mamíferos como jaritatacas, texugos, doninhas, do guaxinim, e répteis como cobras cascavel e coral.   

### Recursos Naturais
O município tem pedreiras nas comunidades de San Miguel Galindo e San Sebastián, das quais servem de matéria prima para os artesãos realizem seu trabalho. Outro dos recursos naturais fonte de emprego importante neste município, são as minas de areia que existem em San Miguel Galindo, Palmillas e Palma de Romero, com uma produção importante para o município. 

### Características do solo
San Juan del Río tem terras muito férteis, e abundante água no seu subsolo; Diz-se ser um grande abóbada pois onde se escava se encontra água. As terras são de alto potencial agrícola na parte leste da cidade, no que se conhece como o "Plan de San Juan", terras negras de muito barro próprio para plantas e colheitas abundantes. Tem também terras delgadas onde são menores as colheitas. No leste e no sul do município são abundantes as terras tapetates, calcário e pedregoso.

## Demografia
San Juan del Río é a segunda cidade mais povoada do estado. A população histórica da cidade e município, de acordo com os resultados oficiais dos censos dos anos 1990 e 2000, assim como da Contagens da população dos anos 1995 e 2005, efetuado pelo Instituto Nacional de Estatística, Geografia e Informática mostraram os siguintes dados:
- 1990:  Cidade,  61.652 hab;  Município, 126.555 hab.
- 1995:  Cidade,  84.532 hab;  Município, 154.922 hab.
- 2000:  Cidade,  99.483 hab;  Município, 179.668 hab.
- 2005:  Cidade, 120.984 hab;  Município, 208.462 hab.
- 2007:  População de 217.036 habitantes.

A taxa de crescimento anual da cidade no período 2000-2005 foi de 3.5 %, enquanto que a taxa do município de 2,7 %. Por isso, San Juan del Río é a área urbana do estado com maior taxa de crescimento e certamente, uma das mais altas de todo o país, depois de cidades como Tijuana, Reynosa, Ciudad Juárez, Cancún e Playa del Carmen.

### Grupos étnicos
Os grupos étnicos que povoaram essa região desde tempos muito remotos, já não existem na atualidade, no entanto contam com 928 pequenos povoados que falam a língua indígena dos quais representam 59% do total dos habitantes maiores de 5 anos no município.  
De acordo com os dados do II Senso de População e Habitação de 2005 no município habitam um total de 877 pessoas que falam alguma língua indígena.  

### Religião
O total de 95.77% da população que pratica uma religião corresponde a católica; enquanto 4.23% restantes corresponde a outros grupos religiosos.

## Econômia
As principal atividade economica é a industrial (papel, produtos alimentícios, química, têxtil, metal mecânico), a agropecuária e a área comercial, a cidade também é um dos principais destinos turísticos do estado. Tem um PIB médio de 9,719 USD, segundo a secretaria de desenvolvimento sustentável em 2008.

### População Economicamente Ativa
A população economicamente ativa representa 37.37% da população total do município, das quais 98.96% se encontra trabalhando e 1.04% se encontra desocupada. 
As atividades econômicas do município para no 2000, se distribuía da seguinte maneira: no setor primário 5.99%; no setor secundário 47.81% e no setor terciário 43.66%.

### Principais Setores

#### Agricultura
O município conta com uma área de 77.990 hectares, dos que 61.785 são grandes propriedades (79.2%) e 16.205 são pequena propriedades (20.8%). Outra parte que se divide em 38.215 hectares de sequeiros, 8.900 de irrigação, 27.570 de pasto, 1.331 de florestas e 2.340 mudaram de uso agrícola para urbano. Nestas áreas agrícolas se conta com infraestrutura de apoio como: estradas, barragens, sistemas de irrigação, armazéns e máquinas, bem como os centros correspondentes do consumo e comercialização.
Os principais cultivos no município são: alfafa, aveia forrageira, milho, feijão, sorgo, trigo, pimenta seca, cacto, uvas, pêssegos e vegetais como brócolis e tomate.
O Distrito de Riego No.023 de que se abastece o município, conta com as quatro empresas mais importantes da entidade: Constituição 1917, San Ildefonso, Centenário e La Llave. 

#### Fruticultura
Existe uma grande variedade de cultivos que se estabeleceram através dos últimos quarenta anos. Alguns aparecem de maneira intermitente e outros já não são praticados. Exemplo destes cultivos são: pepino, feijão, gergelim, morango, girassol, melão e melancia. As plantas perenes são: alfafa, pêssego, nozes, abacate, manga, goiaba, limão, maçã, laranja, pêra, tangerina, uva, rosa e capim de pastagem.

#### Indústria
A localização geográfica de San Juan del Río, tem sido ao longo de sua história um elemento determinante para a atração e desenvolvimento de indústrias e empresários. O processo de industrialização começo timidamente durante a terceira década do século XX, nos límites da área urbana, a sudoeste sobre a estrada próxima a Tequisquiapan, em uma área de 300 hectáres. 
Para a década dos anos setenta se deu um crescimento importante na planta de produção, e durante os anos oitenta foi totalmente consolidada. Esse fato contribuiu de forma significativa inserção do município no Programa Estatal Desenvolvimento Industrial, concebido como um corredor industrial que integram os municípios produtivos. 
Atualmente em San Juan del Río existem 320 estabelecimentos industriais: 58 grandes, 102 medianos, 77 pequenos e 83 microindústrias. A infraestrutura industrial se concentra perto dos parques industriais: o parque industrial “San Juan”, que se localiza no mesmo município, no kilómetro 156 da rodovia México-Querétaro, e tem uma área de 1.018 788 m², com uma área disponível de 22.036 m². O outro é parque industrial “Valle de Oro”, que se localiza no kilómetro 2 da estrada que vai para Tequisquiapan, com uma área total de 800.000 m². 

#### Mineração
Tem depósitos minerais e à exploração dos não-metálicos; se sobresaindo a produção de pedras opalas que faz deste município um dos mais destacados a nível nacional. Também se explora o caulim e pedras para construção e decoração.

#### Comércio
San Juan del Río conta com 3.000 estabelecimentos comerciais e de serviços em média 1.078 de produtos básicos, entre eles: supermercados de cobertura regional, bem como os mercados e lojas de artesanato, vestuário, combustível, lubrificantes, artigos para casa, materiais para a construção, máquinas, ferramentas, peças e acessórios. 

#### Serviços
O município conta com hotéis cinco estrelas. Também dispõe de restaurantes onde se serve uma amplia variedade de pratos da cozinha mexicana, cozinha espanhola, cozinha italiana e internacional. Do mesmo modo, se oferece os serviços de oficinas, postos de gasolina, oficinas, bancos, transportes e informação.

## Cultura e Turismo

### Centros Turísticos
- Club de Golf San Gi. fica a poucos minutos da cidade de San Juan del Rio, é a subdivisão residencial e Club de Golf San Gil. Perto da rodovia tem este neste enorme complexo, que oferece uma variedade de serviços. O campo de 18 buracos está bem condicionado e é o lar de grandes torneios nacionais e internacionais. San Gil tem um belo lago, club house e amplos jardins.

- Parque Ecológico Paso de los Guzmán. localizado na Paso de los Guzmán no centro da cidade. Este belo parque tem extensas instalações desportivas, com basquete, futebol, voleibol, patinação, área de cafés, pista de cooper e playground. O parque é ideal para as famílias para desfrutar de um fim de semana agradável.

- Unidade Desportes Maqui, localizado na Av. Heron. Este complexo desportivo tem um auditório de grande capacidade para apreciar a eventos esportivos e culturais que acontecem lá. Possui quadras de basquete, vôlei, playground e um campo de futebol com as medidas regulamentares, bem como uma pista de atletismo. Ideal para relaxar e para aqueles que apreciam o esporte.

- Unidade Deportiva San Juan, localizado na rodovia San Juan del Río - Tequisquiapan km 6. A instalação possui vários campos de futebol, entre eles um com as medidas regulamentares, além de vôlei e playground, quadra de basquete e uma piscina com pit mergulho e plataforma, casas de banho, balneários e refeitório.

- Centro Cultural e de Convenções José María Morelos y Pavón, localizado na Rodovia Pan-Americana em direção a Lomas de Guadalupe. Aqui estão as organizações desportivas e culturais. Também tem um auditório de três mil pessoas, bem como voleibol, ténis e basquetebol externa e cafeteria e banheiros.

### Monumentos Históricos
- A Ponte da História, fica localizada na Av. Benito Juárez em frente ao Pátio Municipal. Por sua situação geográfica era passagem obrigatória para as mulas e carreteiros indo para o norte e oeste da Nova Espanha. Desde meados do século XVII se chamava “Garganta de Tierra Adentro”. Foi parada forçosa por ser aduana onde se cobravam os impostos sobre as vendas de todos os tipos de bens, sobretudo de aguardente, que era severamente inspecionada. As grandes avenidas o rio era uma fonte de queixas de proprietários de trens, embalagem assim como de comerciantes e viajantes, que lhes impossibilitava seguir seu caminho enquanto o nível do rio não baixava, ficando obrigados a passar vários dias no povoado, com os consequentes gastos imprevistos. Governava a Nova Espanha Francisco Fernández de la Cueva, Duque de Albuquerque,e  Marqués de Cuellar, que tomou em suas mãos este grave problema. Ordenou ao arquiteto espanhol Pedro de Arrieta, a construção de uma ponte para San Juan del Río, cuja construção inicíou em 9 de fevereiro de 1710 e terminou em 23 de janeiro de 1711, Governando a Nova Espanha, Fernando de Alencastre Noroña y Silva Duque de Linares Marqués Valdesfuentes.

- Templo do Senhor do Sacro Monte, localizado na Av. Juárez Ote, no Jardín da Família. Igreja que começou a ser construída no terreno cedido pela prefeitura da vila, com as esmolas abundantes dos fiéis. A licença para construção foi dada pelo governador do estado em 4 de agosto de 1826. Ali se realizavam festividades religiosas em 20 de novembro de 1831, com a bênção e dedicação do Templo. Após três dias de festividades religiosas começaram a seis dias de rituais pagãos.

- Templo e ex-convento de Santo Domingo, localizado na Av. Juárez e Zaragoza. A fundação do convento foi feita por escritórios do vice-rei Melchor Portocarrero Lasso de la Vega, Conde de Monclova, em 26 de janeiro de 1690, com o objeto de que os religiosos enfermos que missionavam na Sierra Gorda, passaram a ir se curar neste convento, já que a cidade de Querétaro estava mais longe. O convento pertencia a Santa Província de Santiago de Predicadores, denominando Convento do precioso sangue de Nosso Senhor Jesucristo de San Juan del Río. Na tarde de 6 de setembro de 1823, chegaram as urnas funerárias contendo os crânios de Miguel Hidalgo y Costilla, Ignacio Allende, Mariano Jiménez, assim como os restos mortais de Francisco Javier Mina e Pedro Moreno, dos quais foram velados neste convento. O convento é simples e é agora ocupado pela Prefeitura.

- Templo do Sagrado Coração de Jesús, localizado frente a praça dos fundadores. A primeira igreja que existiu no povoado, foi construída no prédio que ocupa atualmente o templo do Sagrado Coração, antes de São João Batista dos espanhóis, depois paróquia dos naturais. Ele tinha o seu túmulo para o oeste, no que é hoje a praça dos fundadores. No século seguinte, foram convidados a tirar a igreja, e não é até o início dos anos 1700, quando foi derrubada; já que era pequena e construída com terra. O padre Esteban García Rebollo, que não tolerava a discriminação racial, já que se chamava Parroquia dos Naturais, lhe consagrou com o nome que atualmente se conhece.

- Paróquia de São João Batista, fica localizada em frente a  praça da independência. Os antecedentes a construção da atual igreja parroquial datam de 9 de maio de 1689, onde o clero os vizinhos de San Juan del Río, se dirigiram ao vice-rei Gaspar de la Cerda Sandoval Silva y Mendoza, Conde de Galve, com o objeto de obter a premissão para sua construção. A edificação é de construção neoclássica, elegante e de amplas linhas que a torna diferente. Os índios foram ensinando, e acontecendo missa em uma capela, com um telhado de feito em telha de terra, foi construída a paróquia dos espanhóis. Agora venera a Nossa Senhora de Guadalupe no interior.

### Praças
- Praça da Independência fica localizada entre as ruas de Hidalgo e Guerrero, no centro da cidade. Nela se levanta uma coluna, construída em honra a Imperatriz Carlota. A caída do império foi dedicada a independência. Tem uma ampla lápide de mármore que tem a data da operação ordenada pelo Conselho da Cidade de San Juan del Río e diz: "A Prefeitura em honra da Independências nacional 1865". A bênção da fonte que é construída em torno do monumento à liberdade foi feita em 19 de maro de 1887. No princípio era adornado na parte superior por uma águia de bronze, que foi destruída por um raio.

- Praça Fundadores, localizada entre as ruas de Hidalgo e 16 de setembro. Originalmente parte do Templo do Sagrado Coração, e do cemitério. Posteriormente tornou-se o Jardim Cosio e logo em seguida Jardim Porfirio Diaz, também foi chamado de Jardim Madero e, finalmente em 1981, foi renovado como o conhecemos hoje. Nela, é um monumento em honra dos fundadores de San Juan del Rio.

### Museus
- Museu da Morte cemitério de Santa Veracruz, localizado na rua 2 de abril. Este museu é chamado Museo de Sitio, porque o edifício que abriga o Cemitério de Santa Veracruz. O projeto para a construção deste cemitério foi apresentado pelos arquitetos, Guadalupe Perrusquía e Felicitas Osornio em 1853, à qual o Instituto Nacional de Antropologia e História resgatados do abandono, em 1981. Foi inaugurado em 1997, destina-se a mostrar a importância que o ser humano dá o ato de morrer. As formas mudaram e hoje tem alguns rituais que os mexicanos fizeram ao longo de sua história. Lá, você pode encontrar algumas informações sobre a forma ritualizada, os habitantes mortos dessas terras antes da chegada dos espanhóis à conquista.

- Sala Museográfica Ixtachichimecapan, localizada na Av. Juarez próximo ao Templo do Sacromonte, no interior das instalações do edifício do Centro Histórico, observou-se diferentes peças arqueológicas que mostram as diferentes fases de ocupação que foram tomadas durante a era pré-hispânica em San Juan del Rio. O edifício que abriga o museu é uma casa construída no século XVIII, a antiga cadeia e prefeitura municipal, agora resgatada como uma atração turística e cultural, que integra diferentes áreas para a difusão da cultura, o arquivo histórico municipal, a biblioteca pública "Juan María Wenceslao Sanchez de la Barquera e Morales" a livraria "Dr. Rafael Ayala Echavarri, galeria e uso múltiplo do pátio.

## Festas e Tradições
Em San Juan del Río se pode desfrutar de todas as festas: religiosa, patriótica, típica, e do justo para o aniversário da fundação da cidade.
Entre as danças mais representativas da região são os seguintes: dança chichimeca o concheros, dança de conquista de moros e cristãos, danças hita ou xita, dança do rei Saúl. 

### Música
Os primeiros sons da região foram as chamadas feitas orquestras típicas de música (já não existem), porque agora há fanfarras, representantes da região. Foi representante da cidade a balada tradicional de "A Passagem", cuja letra e melodia provavelmente tem sua origem no século XVII.  

### Artesanato
A pedra preciosa opala é extraída das minas de San Juan del Rio em quantidades significativas. Cada uma tem muitas cores que variam com a direção da luz solar. As opalas são moldadas magistralmente por artesãos locais, entre eles podemos citar a família Cabrera tem quarenta e quatro anos na arte de lapidar. Atualmente a sua aceitação de mercado é favorável, o trabalho nas opalas são exportadas para o estrangeiro, principalmente para o Japão, onde elas são considerados como um amuleto precioso. 
O Centro de Reabilitação Social, se elaboram móveis simples de bambu esculpidos, plásticos coloridos e mobiliário de pinho, como cestas e caixas, além de caixas de madeira ancoradas cujas imagens são realizadas com fio de seda metálica.
Nos portais tradicionais, de venda estão instaladas senhoras para elaborar carpetes, toalhas e tecidos elaborados, enquanto que no mercado você pode comprar uma variedade de cerâmica artesanal, esculturas em pedra e metal da região.

## Educação
Conta o município com 150 establecimentos de educação pré-escolar, 250 de educação primária 45 de educação secundária, 14 com nível superior sendo estas instituições estatais (COBAQ 10 e 18)
- Preparatória UAQ Campus San Juan del Río
- Instituto Santiago
- Colégio Centro Unión
- Universidade TecMilenio
- Colégio Constantino (bilíngue)
- Colégio La Salle
- Instituto Plancarte
- Colégio Corregidora
- Colégio Normandi
- Colégio Motolinia

e as federais (CBTis 145, DGETI); e 8 instituções de educação superior:
- Universidade Autónoma de Querétaro Campus San Juan del Río
- Universidade Mesoamericana campus San Juan del Río
- Instituto Tecnológico de San Juan del Río
- Universidade Tecnológica de San Juan del Río
- Universidade Alfred Nobel de México
- Escola Normal do Estado de Querétaro Unidade San Juan del Río
- Universidade Pedagógica Nacional
- Universidade Marista de Querétaro